# As Baias
As Baías (Anciennement As Bahias e a Cozinha Mineira) est un trio musical brésilien, formé à l'Université de Sao Paulo en 2011, où le groupe a commencé à se produire lors de soirées universitaires,. Le groupe est fortement influencé par la musique de Gal Costa et de Clube da Esquina,.

## Histoire
Raquel Virgínia, Assucena Assucena et Rafael Acerbi se sont rencontrés en cours d'histoire de l'Université de Sao Paulo, vers 2011. De cette complicité émergent des idées sous forme de projet musical.  Le groupe décide de jouer ensemble après la mort d'Amy Whinehouse, en hommage à la chanteuse britannique.
Le premier album du groupe, Mulher, est enregistré sur une période de trois ans, à partir de mai 2012 et sort officiellement en 2015. Le second album, Bixa, sort en 2017.
En 2019, le groupe lance un troisième album Tarântula, chez Universal Music Brasil, aboutissement d'un intense processus de professionnalisation. L'album vaut au groupe une nomination aux Grammy Latin Awards, qui est également la première nomination de femmes trans pour cette récompense.
En mai 2020, pendant la période de confinement liée à la pandémie du COVID19, le groupe sort son premier EP, intitulé Enquanto Estamos Distantes (Pendant que nous sommes absents),  qui compte 5 nouveaux titres enregistrés entièrement à distance, produits par le guitariste Rafael Acerbi. Ce travail vaut au groupe une seconde nomination aux Latin Grammy Awards.
À partir de septembre 2020, entrant dans une nouvelle phase, et cherchant une plus grande approche de la musique pop, le groupe abandonne le nom As Bahias e a Cozinha Mineira et adopte simplement celui d' As Baías.  Il sort plusieurs singles en collaboration avec d'artistes brésiliens dont Ivete Sangalo (Mãe) et la chanteuse transgenre Linn da Quebrada (Onça / Docilmente Selvagem), en préparation d'un possible quatrième album.

## Discographie

### Albums
- Mulher (2015)
- Bixa (2017)
- Tarântula (2019)

### EPs
- Enquanto Estamos Distantes (2020)

### Singles
- Respire (avec Rincon Sapiência) - 2020
- Coragem (avec MC Rebecca) - 2020
- Você é do Mal (avec Cleo) - 2020
- Muito, Eu Te Amo (avec Kell Smith) - 2020
- Onça / Docilmente Selvagem (avec Linn da Quebrada) - 2020
- Drama Latino Dos Rádios (avec Xand Avião) 2020
- Quarto Andar (avec Luisa Sonza) - 2021
- Mãe (avec Ivete Sangalo) - 2021
- Primeiro Beijo (avec Péricles) - 2021

## Prix et Nominations
| Année | Prix                                  | Catégorie                                            | Indicação                     | Résultat   | Ref    |
| ----- | ------------------------------------- | ---------------------------------------------------- | ----------------------------- | ---------- | ------ |
| 2016  | Prêmio Multishow de Música Brasileira | Révélation                                           | As Bahias e a Cozinha Mineira | nomination | [ 13 ] |
| 2018  | 29º Prêmio da Música Brasileira       | Chanson populaire - Groupe                           | As Bahias e a Cozinha Mineira | prix       | [ 14 ] |
| 2018  | 29º Prêmio da Música Brasileira       | Chanson populaire - Album                            | Bixa                          | Prix       | [ 14 ] |
| 2019  | Grammy Latin Awards                   | Meilleur album pop contemporain de langue portugaise | Tarântula                     | nomination | [ 15 ] |
| 2020  | Grammy Latin Awards                   | Meilleur album pop contemporain de langue portugaise | Enquanto Estamos Distantes    | nomination |        |